# Camp de concentration de Berlin-Marzahn

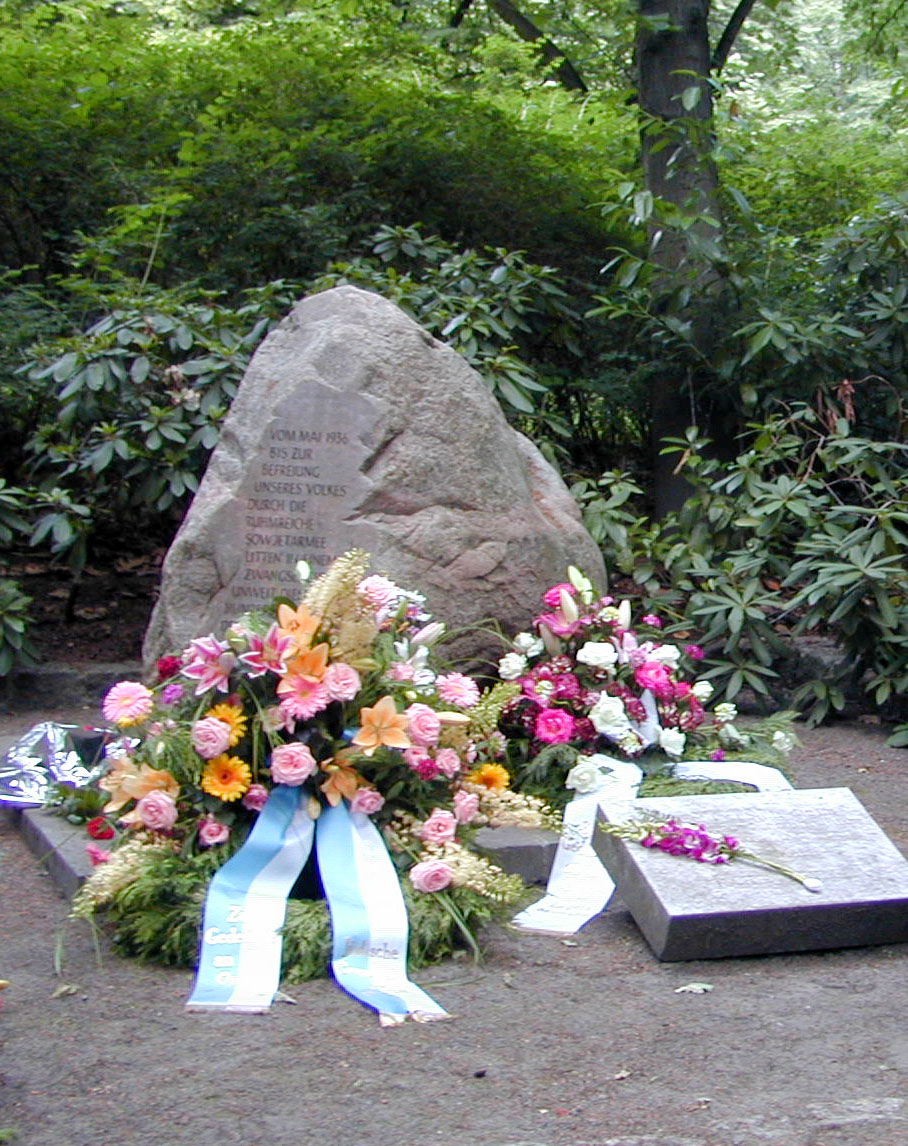
Mémorial sur le lieu du camp.

Berlin-Marzahn Rastplatz était le nom d'un centre de détention mis en place en 1936 par le régime nazi au quartier de Marzahn dans la banlieue est de Berlin. C'est là que les autorités jusqu'à la dissolution du camp en 1943 ont retenu près de 1 200 Roms (« Tsiganes ») en otage. Les détenus ont été sélectionnés sur la base de critères racistes, exploités de travaux forcés et enfin préparés pour leur déportation aux camps d'extermination lors du Porajmos.

## Histoire
Après la prise de pouvoir (Machtergreifung) des nazis le 30 janvier 1933, les autorités locales et la préfecture de police de Berlin ont développé des plans pour « concentrer » des Roms dans un camp isolé. Soutenu par le département de la politique raciale du NSDAP et le ministère de l'intérieur Wilhelm Frick, le camp Rastplatz fut créé en mai 1936 dans un champ ouvert à Marzahn proche d'un cimetière et d'une décharge. Le 16 juillet 1936, prétextant l'ouverture prochaine des Jeux Olympiques de Berlin, la police sous le préfet Wolf-Heinrich von Helldorf arrête plus de 600 Roms, notamment Sinté, dans la région de Berlin et les reloge de force. Plus tard, le camp est entouré de barbelés et les prisonniers contraints au travail forcé dans des usines d'armement.
En 1938, il y avait de 852 détenus. En février et en juin 1938, une grande partie des hommes de Marzahn stigmatisés comme « socialement inadaptés » sont envoyés au camp de concentration d'Oranienbourg-Sachsenhausen. Les femmes et les enfants restantes sont déportés au début de l'an 1943 au camp d'extermination d'Auschwitz.